# Sporty Girls (Filmreihe)
Sporty Girls ist eine US-amerikanische Pornofilmreihe des Produktionsstudios Elegant Angel.
In den Jahren 2008 und 2009 wurden die ersten drei Teile der Serie gedreht, nach einer Pause von sieben Jahren folgte 2016 ein vierter Teil. Die einzelnen Szenen zeigen üblicherweise Paare und decken die ganze Vielfalt pornographischer Handlungen ab, wobei ein grundsätzliches Element der Oralverkehr (Fellatio wie Cunnilingus) ist. Bei den Hinleitungen zu den sexuellen Handlungen werden die Darsteller stets in einem sportlichen Ambiente gezeigt.
Alle Teile der Serie wurden direkt auf DVD (Straight-to-DVD) veröffentlicht und enthielten dabei im Rahmen der Zweitverwertung Bonusszenen aus anderen Produktionen.

## Rezeption
Zu jeder einzelnen Folge der Filmreihe existieren Rezensionen. Beim ersten Teil wurde mehrfach der Einsatz von Jenna Haze hervorgehoben und ihre Szene gar als „Pflichtprogramm der DVD“ bezeichnet. Bei Cyberspace Adult Video Reviews (CAVR) erhielt der Film 8,92 von 10 möglichen Punkten, davon in der Teilwertung für die sexuellen Handlungen 8,94 Punkte.
Bei CAVR erhielt der zweite Teil trotz des Kernurteils mit „schöne Besetzung von super heißen sexy Mädels“ lediglich 7,00 Punkte. Ursprünglich lag die kombinierte Bewertung über alle Teilbereiche bei 8,79 Punkten, das gegenseitige Würgen von Sasha Grey und James Deen führte jedoch zu Abzügen. Bei Xcritic fand sich diese Kritik nicht, stattdessen wurde der zweite Teil als „sehr empfehlenswert“ beschrieben.
Obwohl auch im dritten Teil eine Darstellerin gewürgt wird und diese mit Hillary Scott allgemein als „roh“ bezeichnet wird, vergab CAVR keine Punktabzüge, so dass die drei Teilwertungen „sexuelle Handlungen“ (8,88), DVD-Extras (8,95) und „Filmqualität“ (8,50) jeweils deutlich über 8 Punkten lagen. Ähnlich sah es der Rezensent von Rogreviews, der die Sexszene als „reine Gonzo-Güte“ bezeichnete.
Bei ihren abschließenden Urteilen zum vierten Teil fassten die Rezensenten ihre Sicht u. a. mit „gute Veröffentlichung!“, „ein lustiger Film mit ziemlich heißem Sex“ und „ein erstklassiger Titel von Regisseur Dreadneck und Elegant Angel“, zusammen.

## Darsteller
- Sporty Girls 1 (2008): Mark Ashley, Mick Blue, Dakota Brookes, James Deen, Billy Glide, Jenna Haze, Rebeca Linares, Jessica Lynn, Phoenix Marie, Kristina Rose
- Sporty Girls 2 (2009): Mark Ashley, Tori Black, Mick Blue, James Deen, Manuel Ferrara, Sasha Grey, Nicole Ray, Anthony Rosano, Kristina Rose, Alexis Texas
- Sporty Girls 3 (2009): Monique Alexander, Mark Ashley, Mick Blue, Abbey Brooks, Manuel Ferrara, Phoenix Marie, Anthony Rosano, Hillary Scott, Sadie West
- Sporty Girls 4 (2016): Bill Bailey, Mick Blue, Dani Daniels, Holly Hendrix, Ramon Nomar, Rilynn Rae, Blair Williams